# Asalto al Paraíso
Asalto al Paraíso es la primera novela de la escritora chileno-costarricense Tatiana Lobo. Fue publicada por primera vez en 1992 por Ediciones Farben, y reimpresa nuevamente por la Editorial Costa Rica en 2010.
Se trata de una novela histórica ambientada durante la época colonial de Costa Rica, en la cual su protagonista, un inmigrante español llamado Pedro de la Baranda, se refugia en la ciudad de Cartago para huir de la Inquisición Española. Pedro Albarán, como será conocido, se enamora de una joven indígena muda, mientras se suceden los eventos de la rebelión de los indígenas de Talamanca dirigidos por Pablo Presbere en 1709. La novela es una visión criolla a la historia regional, que aborda de manera muy sutil temas como el feminismo, el cuestionamiento a las prácticas colonialistas, así como el amortiguamiento de las culturas autóctonas indígenas o africanas, y la problemática de la región, abandonada a los intereses de corruptos líderes locales. La obra fue ganadora del Premio Sor Juana Inés de la Cruz en 1995.
Al principio del libro, Pedro llega a Cartago y ve como se hace una subasta en un mercado de esclavos. En ella, se vende una esclava con el nombre de Bárbara Lorenzana. Luego, Pedro acepta trabajo como escrivano de la governación de Cartago. Pedro se hace amigo del zapatero local y le empieza a gustar una mujer llamada Águeda Pérez de Muro. Pedro vive en paz por dos años, hasta que se entera de que una conocida de España a quien se le conoce como la Chamberga lo anda buscando. 
- Datos: Q20013203